# Colli Orientali del Friuli Verduzzo Friulano superiore
Le Colli Orientali del Friuli Verduzzo Friulano superiore est un vin blanc italien de la région Frioul-Vénétie Julienne doté d'une appellation DOC depuis le 20 juillet 1970. Seuls ont droit à la DOC les vins blancs récoltés à l'intérieur de l'aire de production définie par le décret. Les vignobles autorisés se situent au nord - est de la province d'Udine dans les communes de Tarcento, Nimis, Faedis, Povoletto, Attimis, Torreano, San Pietro al Natisone, Prepotto, Premariacco, Buttrio, Manzano, San Giovanni al Natisone et Corno di Rosazzo.
Le Colli Orientali del Friuli Verduzzo Friulano superiore répond à un cahier des charges plus exigeant que le Colli Orientali del Friuli Verduzzo Friulano, essentiellement en relation avec le taux d’alcool.

## Caractéristiques organoleptiques
- couleur : jaune doré plus ou moins intense
- odeur : caractéristique, fruité avec des arômes de fleurs d’acacia et de vanille
- saveur : sèche, aimable ou doux, légèrement tannique

Le Colli Orientali del Friuli Verduzzo Friulano superiore se déguste à une température comprise entre 8 et 10 °C. Il se gardera 1 - 2 ans.

## Production
Province, saison, volume en hectolitres :
- pas de données disponibles